# 노형로
노형로(Nohyeong-ro)는 제주특별자치도 제주시 애월읍 무수천사가교차로에서 제주시 노형동 노형오거리를 잇는 제주특별자치도의 도로이다. 

## 주요 경유지
제주특별자치도
- 제주시 (애월읍 - 노형동)

## 노선
| 이름                  | 접속 노선     | 소재지        | 소재지        | 비고          |
| 평화로와 직결         | 평화로와 직결 | 평화로와 직결 | 평화로와 직결 | 평화로와 직결 |
| --------------------- | ------------- | ------------- | ------------- | ------------- |
| 무수천사가 교차로     | 평화로        | 제주시        | 애월읍        |               |
| 광령교                |               | 제주시        | 애월읍        |               |
| 해안 교차로           | 애조로        | 제주시        | 노형동        |               |
| 도근교                |               | 제주시        | 노형동        |               |
| 원장천교              |               | 제주시        | 노형동        |               |
| 월산정수장입구 교차로 | 오광로        | 제주시        | 노형동        |               |
| 한라대입구 교차로     | 광평동로      | 제주시        | 노형동        |               |
| 노형오거리            | 노연로        | 제주시        | 노형동        |               |
| 도령로와 직결         |               |               |               |               |

## 주요 건물 및 시설
- CU 제주서부중앙점 (제주특별자치도 제주시 노형동 노형로 2)
- HD현대오일뱅크 빛나는 오일뱅크 (제주특별자치도 제주시 노형동 노형로 26)
- GS칼텍스 무수천주유소 (제주특별자치도 제주시 노형동 노형로 45)
- SK에너지 삼화석유 만남의광장주유소 (제주특별자치도 제주시 노형동 노형로 121)
- GS칼텍스 서부관광주유소 (제주특별자치도 제주시 노형동 노형로 148)
- GS칼텍스 제주LPG충전소 (제주특별자치도 제주시 노형동 노형로 149)
- S-OIL 우리비케이 에너지 충전소 (제주특별자치도 제주시 노형동 노형로 162)
- GS칼텍스 평화로 주유소 (제주특별자치도 제주시 노형동 노형로 177)
- HD현대오일뱅크 월산주유소 (제주특별자치도 제주시 노형동 노형로 201)
- 알뜰 이좋은주유소 (제주특별자치도 제주시 노형동 노형로 218)
- 도로교통공단 제주지부 (제주특별자치도 제주시 노형동 노형로 231)
- GS칼텍스 제주 주유소 (제주특별자치도 제주시 노형동 노형로 290)
- GS칼텍스 창성주유소 (제주특별자치도 제주시 노형동 노형로 315)
- 현대자동차 서제주대리점 (제주특별자치도 제주시 노형동 노형로 336)
- SK에너지 유공주유소 (제주특별자치도 제주시 노형동 노형로 364)
- CGV 제주노형 (제주특별자치도 제주시 노형동 노형로 407)
- 농협 노형지점 (제주특별자치도 제주시 노형동 노형로 407)